# Carl Julius von Leypold

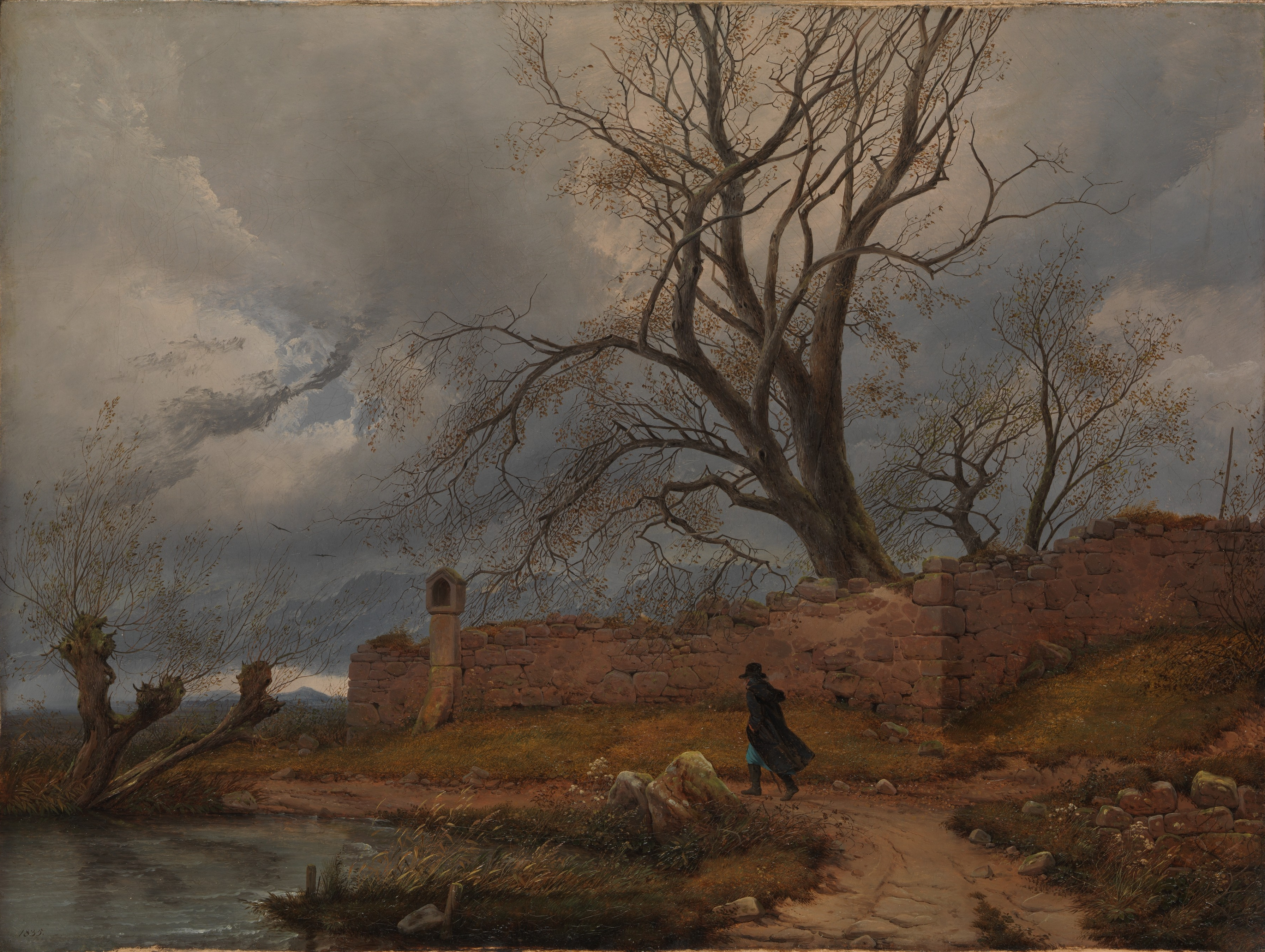
Wanderer im Sturm (1835)

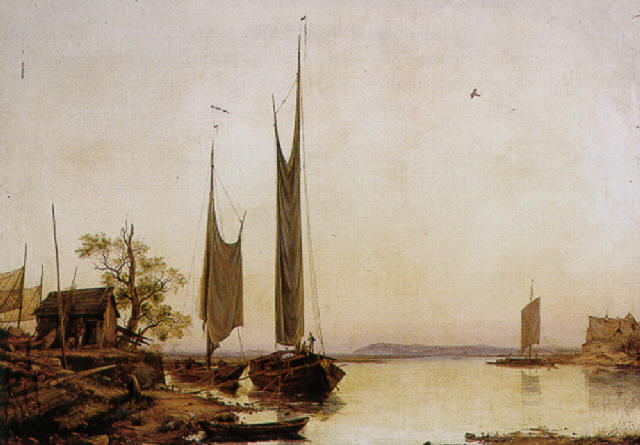
Abendliche Elblandschaft mit angelegten Fischerkähnen (1839)

Carl Julius von Leypold (Dresda, 24 giugno 1806 – Niederlößnitz, 31 dicembre 1874) è stato un pittore tedesco ell'età romantica.

## Biografia
Tra il 1820 e il 1829 von Leypold studiò pittura del paesaggio all'Accademia d'arte di Dresda sotto la guida di Johan Christian Clausen Dahl. Dal 1826 in poi Caspar David Friedrich influenzò la sua scelta dei soggetti e dello stile pittorico.
I suoi paesaggi sono caratterizzati da "einen malerischen, aber zugleich spitzpinselig durchgestaltenden Stil aus, in dem sich hohe Malkultur mit biedermeierlicher Sachlichkeit verbinden."
il 5 Nel marzo 1857 divenne membro onorario dell'Accademia d'Arte di Dresda.

## Opere (selezione)
- Stadttor in Grossenhain
- Stadtmauer von Halle
- Die Albrechtsburg in Meissen mit nächster Umgebung
- Die Burgruine im Schnee

### Acquerelli
- Ruine im Winter
- Ruinen eines Schlosses

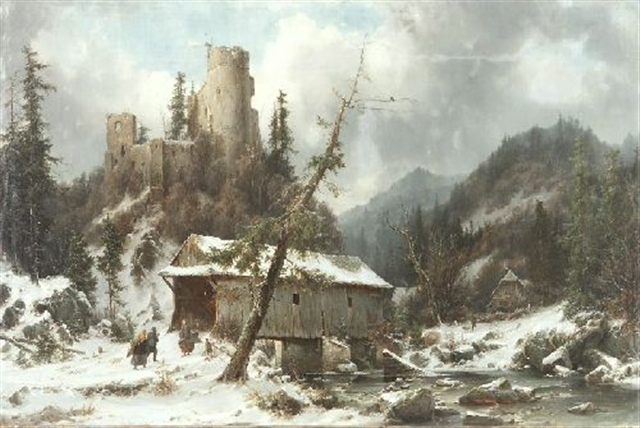
Burgruine im Schnee
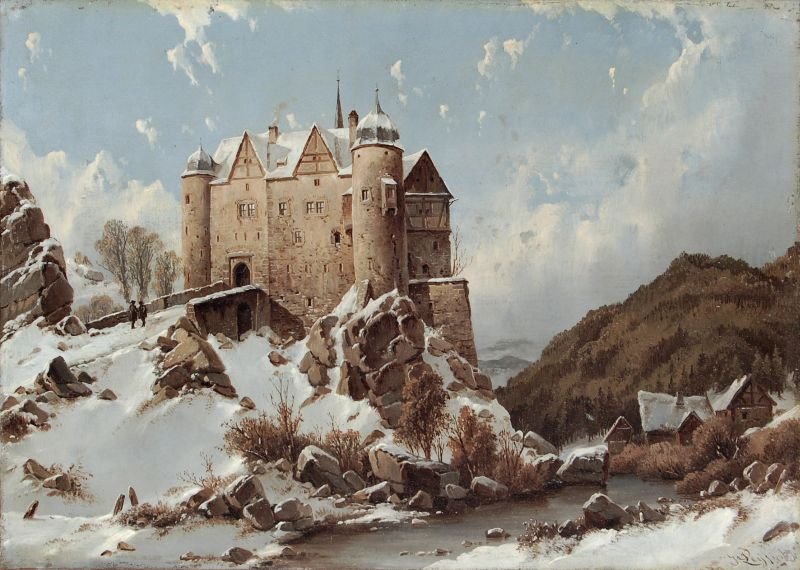
Die Albrechtsburg in Meissen
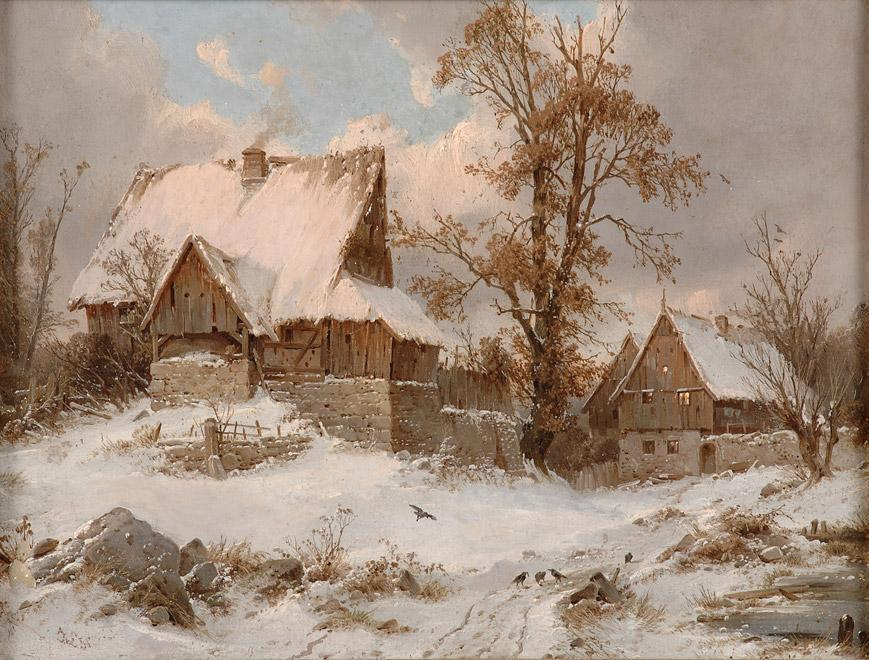
Dorfansicht im Winter